# Epifonema
En retórica, un epifonema (del griego epiphoneîn, «exclamar») es un breve enunciado con el que se cierra un texto, de forma que, de alguna manera, condense alguna idea principal que se derive del mismo o exprese una valoración al respecto. Se trataría de una figura literaria de ampliación que, en ocasiones, se puede identificar con el aforismo, la máxima o la sentencia, y que, frecuentemente, adopta la modalidad exclamativa.
Por extensión, recibe el nombre de epifonema cualquier texto que sintetice el contenido o tema de otros.
- Datos: Q2755758

Algunos ejemplos:
1. "Porque ese cielo azul que todos vemos
ni es cielo ni es azul. Lástima grande
que no sea verdad tanta belleza." 
Lupercio Leonardo de Argensola
2. "¿No era este el cuerpo a quien servía el mar y la tierra para tenerle la mesa delicada, la cama blanda y la vestidura preciosa? Cata aquí, pues, hermano, en qué para la gloria del mundo con todos los regalos y deleites del cuerpo…"
Fray Luis de Granada.
3. En la lengua oral, una exclamación del tipo "¡lo que hay que oír...!" al final de una conversación, sería un ejemplo de epifonema.
4. Os recortan las pensiones, os recortan la sanidad, os recortan las pensiones y los políticos y enchufados cobrando bien sus sueldos... ¡disfruten lo votado!
5. Las últimas palabras las pronunció entre los renovados aplausos del grupo de industriales. Al terminar, el General llamó a Pinillos y le dio un abrazo. Pons no pudo más y, casi sollozando, decía a gritos: -¡Ay, si Él gobernara en todo el país!…